# Sacré Andy !
Pour les articles homonymes, voir Andy.
Sacré Andy! (What's with Andy?) est une série télévisée d'animation canado-americano-française en 78 épisodes de 22 minutes créée d'après les livres pour enfants d'Andy Griffiths, produite par CinéGroupe, et diffusée entre le 30 juin 2001 et le 4 mars 2007 sur Télétoon.
En France, la série a été diffusée à partir du 22 mars 2002 sur Fox Kids et rediffusée en clair à partir du 11 janvier 2003 sur TF1 dans l'émission TF! Jeunesse.

## Synopsis
Andy Larkin, avec l'aide de son ami Danny, essaie d'être le meilleur farceur du monde. Et c'est toute sa ville qui se trouve à chaque fois prise dans son piège, mais ses farces lui retombent dessus à chaque fois et il se retrouve sans son pantalon.

## Personnages
- Andy Larkin : personnage principal, joueur de tours professionnel.
- Lori Mackney : participante au journal de l'école. Andy est amoureux d'elle.
- Frieda Larkin : la mère d'Andy.
- Al Larkin : le père d'Andy.
- Jennifer « Jenn » Larkin : la sœur d'Andy.
- Danny Pickett : ami et complice d'Andy.
- Grand-père Larkin : joueur de tours lui aussi.
- Rip et Poux : les deux « brutes » de l'école, pas très intelligents.
- M. Derosa : directeur de l'école. Il rêve de prendre Andy sur le fait.
- M. Otchins : Professeur de l'école. Souvent la cible d'Andy

## Doublage
- Martin Watier : Andy Larkin
- Julie Burroughs : Lori Mackney
- Violette Chauveau : Jennifer Larkin
- Hugolin Chevrette-Landesque : Danny Pickett
- Carl Béchard : Al Larkin
- Élise Bertrand : Frieda Larkin
- Daniel Picard : Grand-père Larkin
- Sophie Léger : Terri
- Sébastien Reding : Rip
- Olivier Visentin : Poux
- Pierre Chagnon : M. Dorosat
- Joël Legendre : Jervis
- Nicolas Charbonneaux-Collombet : Martin
- François Sasseville : Maire Roth
- Nicholas Savard L'Herbier : Much
- Benoît Éthier : Craig
- Stéphane Rivard : Steve Rowgee Sr.
- Antoine Durand : Steve Rowgee Jr.

 Source et légende : version québécoise (VQ) sur Doublage.qc.ca

## Épisodes

### Première saison (2001-2002)
1. Super chérie (Just Stuffing)
2. Gluant-collant (Gooey Chewies)
3. Bats la bombe (Beat the Bomb)
4. Rime en prime (Rhyme Time)
5. On va tous goûter (Food Fight)
6. Le Déculotte-culotte / Mort de rire (101 Underpants / Playing Dead)
7. Le Spectacle avant tout (The Show Must Go On)
8. Titre français inconnu (Very Bad Idea / Cockroaches)
9. Ils sont venus de Glinglinville (It Came from East Gackle)
10. Quel bouquet / Gonflé à bloc (Emergency Spew Relish / Busting)
11. Titre français inconnu (Campaign in the Butt)
12. Voyage organisé / Neiges éternelles (Road Trip / Snow Job)
13. La Mascotte (Mascot)
14. Les Meilleurs Ennemis (Best Enemies)
15. Petits pieds / Grand-papa (Little Foot / Grandpa Crazy)
16. Les Gnomes en vacances (Gnome For the Holidays)
17. La Société secrète des zombies (The Royal Secret Society of Zombies)
18. De quoi faire peur ! (Very Scary Stuff)
19. Le maire veille (Wag the Kid)
20. Les Réponses (The Answers)
21. Joyeux chaos (Merry Chaos)
22. Titre français inconnu (Bring It Off)
23. Tête à claques (Pranks a Lot)
24. Les Maraudeurs démasqués (Un-Masked Marauders)
25. Pris au piège (The Great American Lock-In)
26. À plein tube (Teendreamboats)

### Deuxième saison (2003-2004)
1. Sacré Jean-Thomas ! (What's with Jean Thomas?)
2. La Bonne Aventure (The Fortunate One)
3. La Fève musicale (The Musical Fruit)
4. Tu fais le poids, Andy ! (Weight to Go, Andy!)
5. Le Naufrage du papier toilette (The Toilet Paper Fiasco)
6. Farceur jusqu'au trognon (Prankster to the Core)
7. Un caddy chasse l'autre (Fore!)
8. Vive le sport ! (Prank and Field Day)
9. Psychothérapie (Mind Games)
10. La Nounou (Nurse Jen)
11. N'en faites pas une jaunisse (Don't Eat the Yellow Snow)
12. Andysaurus Rex (Andysaurus Rex)
13. Collé-serré (Molasses)
14. Les Tourtereaux de Glinglinville (A Match Made in East Gackle)
15. Moteur, action, ça coince ! (Lights, Camera, Ooops!)
16. Quoi de neuf, farceur ? (New Kid on the Chopping Block)
17. Froid comme la pierre (Stone Cold)
18. Nourritures spirituelles (Food for Thought)
19. Le cowboy du dimanche (The Buck Stops Here)
20. Andy fait son numéro (Life Is a Lottery, Old Chum)
21. La Boîte à malice (Bluebeard's Crate)
22. La Farce aux prunes (Spanky Pranky Hanky Panky)
23. Tel père, tel fils (Daddy Dearest)
24. La Fête du siècle (The Party)
25. Rhabillé pour l'hiver (All Dressed to Go)
26. Les Vacances de monsieur Glinglin (Mr. E.G. Goes to Moosehoof)

### Troisième saison (2006-2007)
1. Un amour impossible (Romancing the Prank)
2. La goutte qui fait déborder le vase (Andy Pranky Pudding and Pie)
3. Le cœur du farceur (The Heart of Prankness)
4. La nuit porte conseil (Don't Shoot the Messenger)
5. Teri Terrifiante (Scary Teri)
6. Les parents d'abord (Hapless Anniversary)
7. Alerte au Caribou (To Kill a Caribou)
8. Il y a des farces dans l'air (Pranks are in the Air)
9. Ça passe ou ça casse (I Fall to Pieces)
10. Un peu, beaucoup, passionnément (She Pranks Me, She Pranks Me Not)
11. Farces-a-razzi (Prank-a-razzi)
12. La ferme! (On the Farm)
13. L'étudiant du programme d'échange (The Exchange Student)
14. Papa! (Daddy!)
15. Édition spéciale (Scooped!)
16. Qu'est ce qui se cache sous le tapis ? (The Boy Who Cried Woof!)
17. Une ombre au tableau (A Ghost of a Prank)
18. Une bonne farce en attire une autre (One Good Prank Deserves Another)
19. Titre français inconnu (It Lurks in the Crawl Space)
20. Le petit baigneur (Prank-Watch)
21. La cigale ayant chanté toute l'été (The Pranks Days of Summer)
22. Le dindon de la farce (The Gift of Prank)
23. Ça sent mauvais (Prank-o-Mania)
24. Le farceur imaginaire (The Prank that Never Happened)
25. Maman retourne à l'école (Master Mom)
26. La note de passage (A Passing Prank)